# 方丹德沃克吕兹
方丹德沃克吕兹（法語：Fontaine-de-Vaucluse，法語發音：[fɔ̃tɛn də voklyz]；又称碧泉村）是法国普罗旺斯-阿尔卑斯-蔚蓝海岸大区沃克吕兹省的一个市镇，属于阿维尼翁区。同名岩溶泉位于该市镇。

## 地名
“方丹”（Fontaine）意为“泉”。法语地名通名在“枫丹白露”（Fontainebleau）等少数拥有传统译名的地名中译作“枫丹”，不过在《世界地名翻译大辞典》、《世界地名译名词典》和《法国地图册》等主流地名译名类书籍资料中多译作“方丹”。

## 地理
方丹德沃克吕兹（43°55'20"N, 5°7'37"E）面积7.14 平方千米，位于法国普罗旺斯-阿尔卑斯-蔚蓝海岸大区沃克吕兹省，该省份为法国东南部内陆省份，北起德龙省，西北接阿尔代什省，西接加尔省，南至罗讷河口省，东南角与瓦尔省接壤，东临上普罗旺斯阿尔卑斯省。
与方丹德沃克吕兹接壤的市镇（或旧市镇、城区）包括：拉涅、索马讷德沃克吕兹。
方丹德沃克吕兹的时区为UTC+01:00、UTC+02:00（夏令时）。

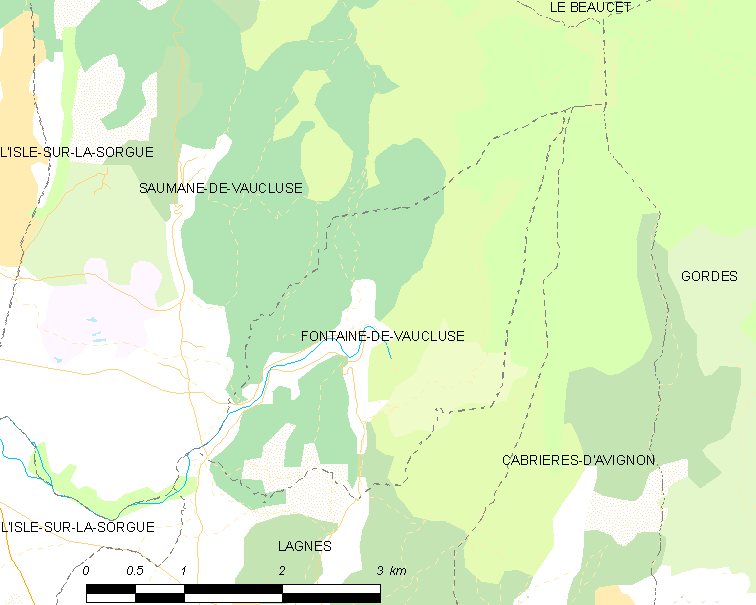
方丹德沃克吕兹的OSM定位图

## 行政
方丹德沃克吕兹的邮政编码为84800，INSEE市镇编码为84139。

## 政治
方丹德沃克吕兹所属的省级选区为索尔格河畔利勒县。

## 人口

1962-2008年间方丹德沃克吕兹人口变化图示

方丹德沃克吕兹于2022年1月1日时的人口数量为576人。